# Gerald Moore
Gerald Moore (Watford, 30 luglio 1899 – Penn, 13 marzo 1987) è stato un pianista inglese.

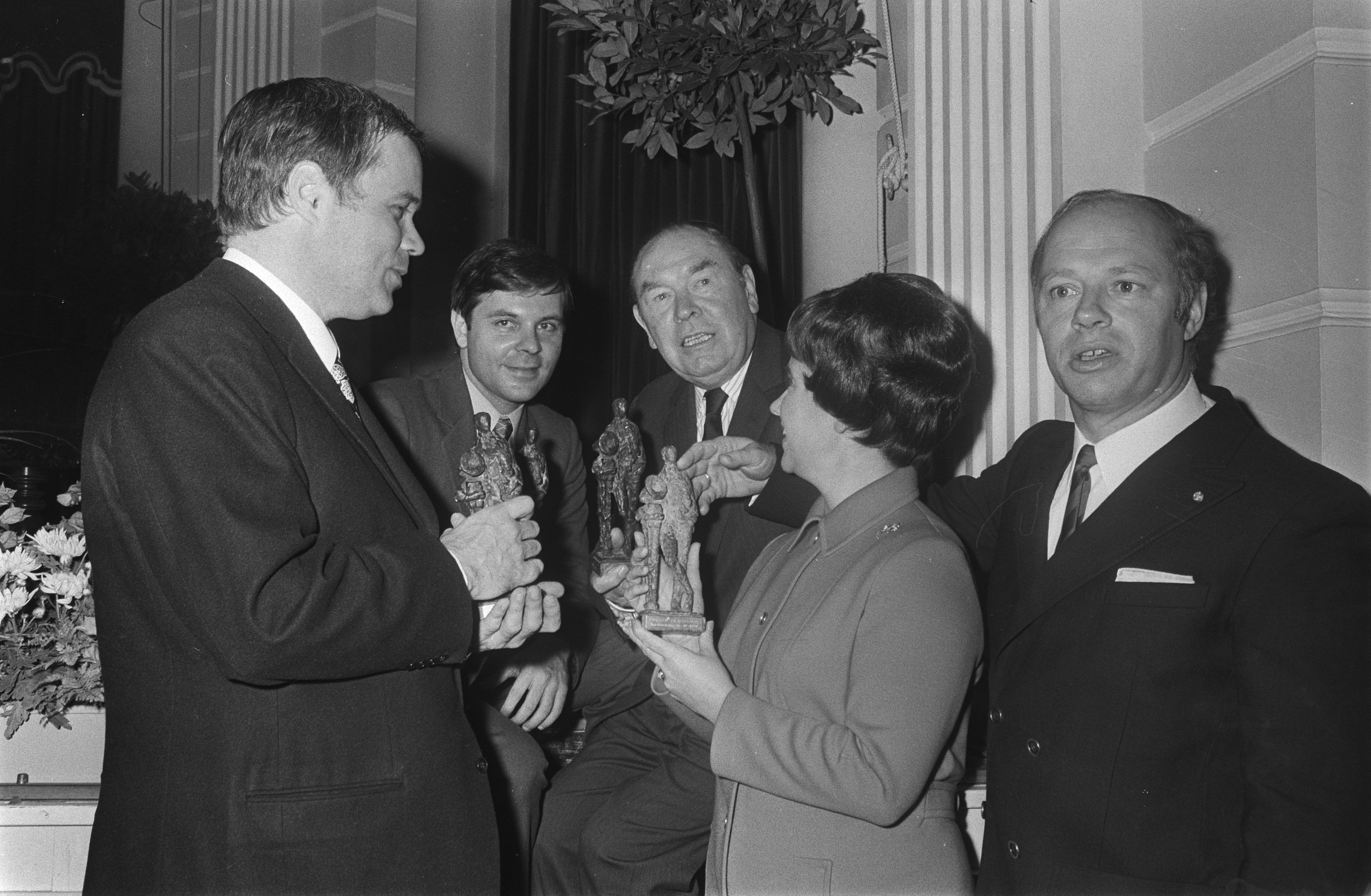
Dietrich Fischer-Dieskau, Stephen Bishop, Gerald Moore, Elly Ameling & Bernard Haitink (1970)

Ha studiato in Canada, e dopo una breve carriera come concertista si è dato completamente all'accompagnamento, diventando in questo campo un'autentica celebrità.
Ha infatti elevato l'arte dell'accompagnamento conferendole una dignità paragonabile a quella dell'artista accompagnato.
Ha dimostrato l'autentica complessità dell'accompagnamento, nel sottolineare le pieghe più nascoste del
solismo, nel coglierne ogni più sottile e ambigua sfumatura.
Vero poeta della tastiera, ha accompagnato celeberrimi artisti quali Dietrich Fischer-Dieskau, Christa Ludwig, Elisabeth Schwarzkopf

## Discografia
- Schubert, Lieder - Fischer-Dieskau/Moore, 1967/1972 Deutsche Grammophon
- Schubert, Lieder da Goethe - Fischer-Dieskau/Demus/Moore, Deutsche Grammophon
- Schubert, Schöne Müllerin/Winterreise/Schwanengesang/7 Lieder - Fischer-Dieskau/Moore, 1967/1972 Deutsche Grammophon
- Schubert, Winterreise - Fischer-Dieskau/Moore, Deutsche Grammophon
- Wolf: Lieder - Elisabeth Schwarzkopf/Gerald Moore, EMI Warner
- Wolf: Italienisches Liederbuch - Elisabeth Schwarzkopf/Dietrich Fischer-Dieskau/Gerald Moore, 1969 EMI Warner
- Schwarzkopf: Lieder Recital, Salzburg 1956 - Elisabeth Schwarzkopf/Gerald Moore, Burning Fire
- Ludwig: Song Recital - Christa Ludwig/Gerald Moore, Mastercorp

## Pubblicazioni
- "The Unashamed Accompanist" (1943); Trad. italiana: "Il pianista accompagnatore" (2013) Analogon Edizioni
- "Singer and Accompanist" (1953); Trad. italiana: "Per canto e piano" (2016) Analogon Edizioni
- "Am I too loud? memories of an accompanist" (1962).
- "Schubert Song Cycles: With Thoughts on Performance" (1972); Trad. italiana: "I Cicli di Lieder di Schubert. Con pensieri sull'interpretazione" (2013) Analogon Edizioni
- "Poet's Love" and Other Schumann Songs" (1981); Trad. italiana: "Dichterliebe. L'interpretazione dei cicli e dei Lieder di Robert Schumann" (2015) Analogon Edizioni